# NGC 7404
NGC 7404 في الفهرس العام الجديد، هي مجرة محدبة، تقع في كوكبة الكركي. اكتشفت في 4 أكتوبر 1836 بواسطة جون هيرشل.

## روابط خارجية
- NGC 7404 على موقع ويكي سكاي: DSS2, SDSS, GALEX, IRAS, Hydrogen α, X-Ray, Astrophoto, Sky Map, Articles and images